# Love Yourself (Justin Bieber)
Love Yourself è un singolo del cantante canadese Justin Bieber, pubblicato il 9 dicembre 2015 come quarto estratto dal quarto album in studio Purpose.

## Descrizione
La canzone è stata scritta dallo stesso Bieber insieme a Ed Sheeran e Benjamin Levin, mentre la produzione del brano è stata affidata a quest'ultimo.

## Video musicale
Il video musicale è stato pubblicato su YouTube il 14 dicembre 2015. Il video ritrae una coppia, marito e moglie, che si svegliano e iniziano a ballare dentro la loro casa; la clip si conclude con la donna che si sveglia e trova un biglietto accanto a lei con scritto "Love Yourself".

## Tracce
1. Love Yourself – 3:53

## Successo commerciale
Love Yourself è stato il 2º singolo più venduto del 2016 secondo l'International Federation of the Phonographic Industry, dopo aver accumulato 11,7 milioni di unità.

## Classifiche

### Classifiche settimanali
| Classifica (2015-16) | Posizione massima |
| -------------------- | ----------------- |
| Australia            | 1                 |
| Austria              | 4                 |
| Belgio (Fiandre)     | 2                 |
| Belgio (Vallonia)    | 3                 |
| Canada               | 1                 |
| Danimarca            | 1                 |
| Finlandia            | 7                 |
| Francia              | 4                 |
| Germania             | 3                 |
| Irlanda              | 1                 |
| Italia               | 10                |
| Lussemburgo          | 2                 |
| Messico              | 1                 |
| Norvegia             | 3                 |
| Nuova Zelanda        | 1                 |
| Paesi Bassi          | 1                 |
| Regno Unito          | 1                 |
| Repubblica Ceca      | 1                 |
| Slovacchia           | 1                 |
| Spagna               | 2                 |
| Stati Uniti          | 1                 |
| Svezia               | 1                 |
| Svizzera             | 4                 |

### Classifiche di fine anno
| Classifica (2016) | Posizione |
| ----------------- | --------- |
| Brasile           | 6         |
| Islanda           | 8         |
| Classifica (2017) | Posizione |
| Brasile           | 166       |
| Classifica (2021) | Posizione |
| Corea del Sud     | 186       |
| Classifica (2022) | Posizione |
| Corea del Sud     | 183       |
| Classifica (2023) | Posizione |
| Corea del Sud     | 160       |
| Classifica (2024) | Posizione |
| Corea del Sud     | 188       |